# إيفان ميلاس
إيفان ميلاس هو لاعب كرة قدم كرواتي في مركز الدفاع، ولد في 30 مارس 1975 في إيموتسكي في كرواتيا. لعب مع زرينيسكي موستار ونادي رييكا ونادي زغرب ونادي مونز ونادي يوبين.